# LXVI Corpo de Exército (Alemanha)
O LXVI Corpo de Exército (em alemão: LXVI Armeekorps) foi formado no mês de Agosto de 1944 a partir do LXVI Corpo de Reserva sendo destruído no Bolsão de Ruhr no mês de Abril de 1945.

## Comandantes
| Comandante                           | Data                                   |
| ------------------------------------ | -------------------------------------- |
| General der Artillerie Walther Lucht | 5 de Agosto de 1944 - ? Março de 1945) |
| Generalleutnant Hermann Flörke       | ? Março de 1945 - 10 de Abril de 1945) |

## Área de Operações
- França & Ardennes   (Agosto de 1944 - Janeiro de 1945)[2]
- Frente Ocidental & Bolsão de Ruhr  (Janeiro de 1945 - Abril de 1945)

## Ordem de Batalha
- 158. Reserve-Division[2]
- 159. Reserve-Division
- 189. Reserve-Division
- Arko 466
- Korps-Nachrichten-Abteilung 466
- Korps-Nachschubtruppen 466

16 de Setembro de 1944
- Maior parte da 15. Panzergrenadier Division
- Parte da 21ª Divisão Panzer
- 16ª Divisão de Infantaria

1 de Março de 1945
- 5. Fallschirmjäger Division